# Серавале (Арецо)
Серавале је насеље у Италији у округу Арецо, региону Тоскана.
Према процени из 2011. у насељу је живело 146 становника. Насеље се налази на надморској висини од 772 м.